# Gergithus
Gergithus är ett släkte av insekter. Gergithus ingår i familjen sköldstritar.

## Dottertaxa tillGergithus, i alfabetisk ordning[1]
- Gergithus affinis
- Gergithus bipustulatus
- Gergithus bizonatus
- Gergithus complicatus
- Gergithus conspicularis
- Gergithus contusus
- Gergithus cribratus
- Gergithus dubius
- Gergithus elongatus
- Gergithus erebus
- Gergithus flavimacula
- Gergithus formosanus
- Gergithus gravidus
- Gergithus herbaceus
- Gergithus horishanus
- Gergithus ignotus
- Gergithus iguchii
- Gergithus koshunensis
- Gergithus kuyanianus
- Gergithus lineatus
- Gergithus lineolatus
- Gergithus longulus
- Gergithus niger
- Gergithus nigrolimbatus
- Gergithus nilgiriensis
- Gergithus okinawanus
- Gergithus pigrans
- Gergithus proteus
- Gergithus reticulatus
- Gergithus robustus
- Gergithus satsumensis
- Gergithus schaumi
- Gergithus secundus
- Gergithus signatifrons
- Gergithus tessellatus
- Gergithus walkeri
- Gergithus venosus
- Gergithus versicolor
- Gergithus vidulus